# Atsonopuri
Atsonopuri (en rus: Атсонупури; en ainu: ア ト ゥ サ ヌ プ リ, Atusa-nupuri; en japonès:阿登佐岳, Atosa-dake) és un estratovolcà de forma cònica que forma la península del mateix noms a la part central de l'illa Iturup, a les illes Kurils, Rússia. La caldera, amb un diàmetre de dos quilòmetres, fou superada per un con de cendra que s'eleva fins als 1.206 msnm. Les erupcions estrombolianes han estat predominants en la història del volcà i s'han format algunes colades de lava. Els registres històrics mostren dues erupcions al setembre de 1812 i 1932.